# Ellgau
Ellgau là một đô thị ở huyện Augsburg bang Bayern nước Đức. Đô thị Ellgau có diện tích 13,89 km², dân số thời điểm ngày 31 tháng 12 năm 2006 là 2297 người.